# Вільгельм Канаріс
Вільге́льм Франц Кана́ріс (нім. Wilhelm Franz Canaris) (1 січня 1887, Аллербек, Німецька імперія — 9 квітня 1945, Флоссенбюрг, Третій Рейх)  — німецький військовий та державний діяч, адмірал (1940), начальник Абверу (органу воєнної розвідки Третього Рейху) (1935—1944). Спочатку Канаріс підтримував Адольфа Гітлера і нацистський режим, проте після німецького вторгнення в Польщу він обернувся проти Гітлера і здійснював як активний, так і пасивний опір останньому впродовж усієї Другої світової війни. 
Будучи керівником воєнної розвідки Третього Рейху, він був одним із ключових учасників антинацистського руху опору. Коли стало очевидним, що Німеччина зазнає поразки, Канаріс та інші військові офіцери розширили підпільний опір керівництву нацистської Німеччини. До 1945 року його акти опору та диверсії проти нацистського режиму розкрилися, і Канаріс був повішений у концтаборі Флоссенбюрг за державну зраду; в той час війська союзників саме просувалися Південною Німеччиною.

## Біографія

### Передвоєнний час
Вільгельм Канаріс народився 1 січня 1887 року в місті Аллербек у сім'ї багатого промисловця Карла Канаріса. Сам Вільгельм спершу вважав себе родичем відомого грецького адмірала Константіноса Канаріса. Саме це переконання сприяло його рішенню приєднатися до Імператорського флоту. Однак дослідження, проведене в 1938 році, показало, що родичі Канріса були вихідцями з півночі Італії та мали прізвище Канарісі. 
Канаріс закінчив середню школу в Дуйсбурзі. Батько заохочував його вступити до Імперської армії, проте молодого Вільгельма тягнуло до себе море. У 1904 році Карл Канаріс помер. Через рік після цього Вільгельм Канаріс вступив до військово-морської академії. Тоді ж він почав службу кадетом на навчальному кораблі Штайн, де вивчав основи морської справи. З квітня 1907 року він відвідував курси для офіцерів. Восени 1908 року Канаріс почав службу на крейсері Бремен, який курсував уздовж Латинської Америки.
У лютому 1909 року Канаріс отримав Орден Визволителя Венесуели за сприяння переговорам між німецьким урядом та президентом Венесуели Гомесом. 
У серпні 1910 року Канаріс отримав звання лейтенанта. 

### Перша світова війна
Першу світову війну Канаріс зустрів у ролі офіцера на легкому крейсері Дрезден. Це був єдиний корабель зі Східноазіатської ескадри Максиміліана фон Шпее, якому протягом тривалого часу вдавалося уникати боїв із британськими суднами. Велику роль у цьому відігравав і сам Канаріс, який був автором успішної стратегії дій.
Після бою при острові Мас-а-Тьєрра пошкоджений Дрезден був змушений стати на якір на острові, повідомити владу Чилі про своє місцеперебування та просити дозволу на інтернування внаслідок відсутності можливості продовжувати рух у будь-якому напрямку. Британські кораблі, які перебували у затоці Камберленд, декілька разів обстрілювали Дрезден, екіпаж корабля змушений був його затопити. У березні 1915 року всі матроси були інтерновані. Проте вже у серпні 1915 року Канаріс, скориставшись знанням іспанської мови, утік та вже у жовтні повернувся до Німеччини.
Після цього Канаріс був помічений офіцерами розвідки, адже його втеча з Чилі показала, що Вільгельм мав завдатки для розвідувальної роботи. Канаріса відправили до Іспанії. Перебуваючи в Мадриді, він повинен був фіксувати переміщення ворожих суден, створити та підтримувати функціонування агентурної системи для забезпечення постачання ресурсів для німецьких підводних човнів, які перебували у Середземному морі. 24 жовтня 1916 року Канаріса призначили до інспекції підводних човнів. Він почав навчатися на командира підводного човна й закінчив навчання 11 вересня 1917 року.
Наприкінці 1917 року Канаріс став командиром підводного човна. У цій ролі він і зустрів завершення Першої світової війни. Йому приписують низку успішних операцій щодо потоплення ворожих кораблів біля берегів Іспанії. За це він отримав Залізного хреста 1-о ступеня. 

### Міжвоєнний період
По завершенню Першої світової війни Канаріс брав активну участь у боротьбі з німецькими комуністами, які бажали втілити ідеали російської революції у повоєнній Німеччині. Канаріс займався організацією воєнізованих груп, а також був членом військового суду, який у більшості випадків виправдовував убивць лідерів комуністичного руху. Більше того, він навіть організовував утечі деяких із таких підсудних із в'язниць, проте сам ніколи за це не притягався до відповідальності.
У 1919 році Канаріс одружився з Ерікою Вааг. У їхньому шлюбі народилося двоє дітей.

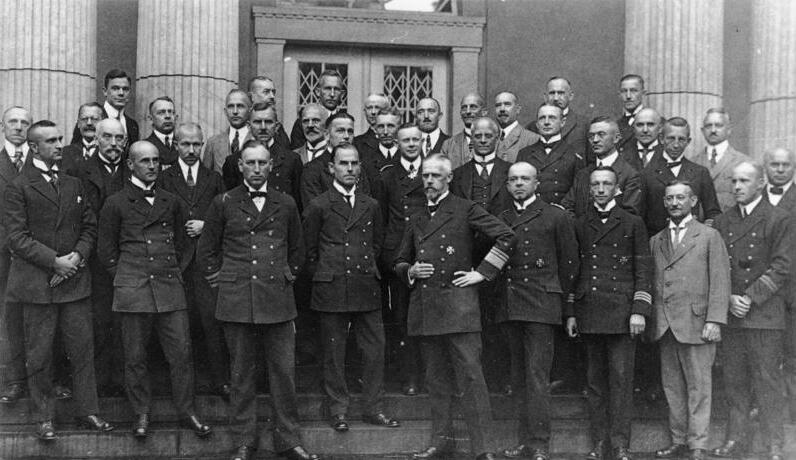
Офіцери Рейхсмаріне (Канаріс другий праворуч у другому ряду), 1923 рік

Весною 1924 року Канаріса відправили до Осаки, де він контролював виготовлення підводних човнів для Німеччини, що напряму суперечило Версальському договору. Коли ж німецькі чиновники вирішили почати активнішу співпрацю з Британією, Канаріс організував подібну нелегальну діяльність Німеччини у взаємодії з іспанськими та аргентинськими промисловцями та торговцями. В цьому питанні йому активно допомагав корветтен-капітан Вальтер Ломанн та його батько, великий судноплавний магнат.
Пізніше Канаріса відправили до Вільгельмсгафена. 
1928 року Канаріса звільнили зі служби у розвідувальних органах, він повернувся на службу до флоту, був направлений на корабель Шлезієн, командиром якого став 1 грудня 1932 року. Через два місяці після цього до влади у Німеччині прийшли нацисти. Канаріс активно підтримував їх рух та навіть читав лекції своєму екіпажу про чесноти нацизму. Особливо Канарісу імпонувала готовність Гітлера ігнорувати умови Версальської угоди. Крім того, нацисти, як і сам Канаріс, були затятими противниками комуністичного руху. Саме тому він одразу підтримав режим НСДАП та кандидатуру Гітлера, навіть після Ночі довгих ножів не зрадив йому. 
29 вересня 1934 року Канаріса призначили начальником фортеці у Свіноуйсьце. Серед офіцерів ходили чутки, що скоро його відправлять у відставку.

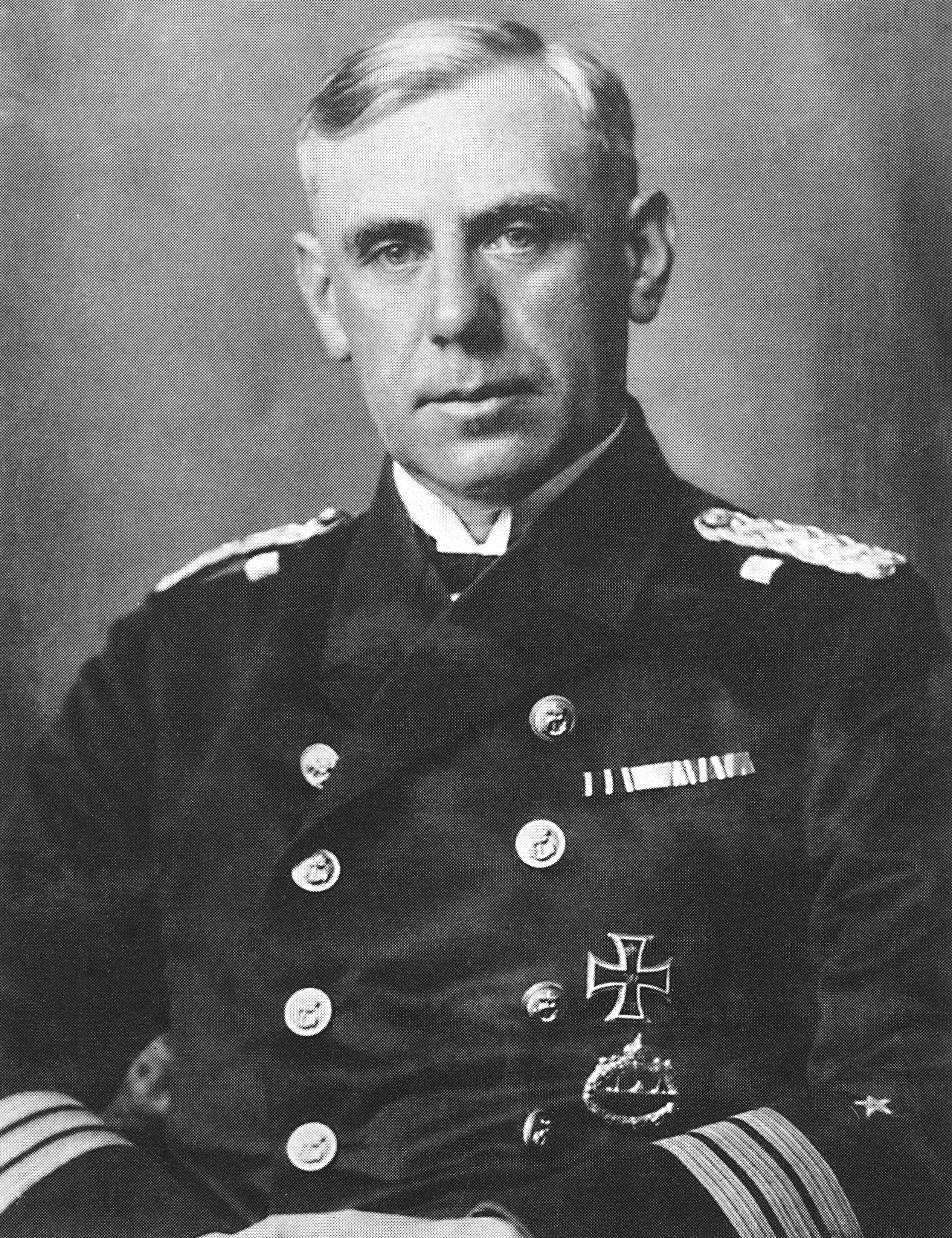
Корветтен-капітан Канаріс, 1928 рік

Проте тут доля посміхнулася Вільгельмові Канарісу. Старий очільник Абверу, капітан-цур-зее Конрад Патціг, змушений був піти у відставку, проте перед цим він рекомендував на роль свого наступника саме Канаріса, беручи до уваги його великий досвід роботи в органах розвідки. Однак Патціг попередив Вільгельма про те, щоб він був обережним, адже СС та особливо Райнгард Гейдріх бажали контролювати всі аспекти розвідки Німеччини та вважали, що велику роль у поразці Німецької імперії у Першій світовій війні відіграла саме воєнна розвідка. 
1 січня 1935 року Канаріса офіційно призначили на посаду начальника Абверу. 

У травні 1935 року він отримав звання контрадмірала. У цей же період почалося значне розширення апарату Абверу. Так у період із 1935 до 1937 року кількість співробітників Абверу збільшилася зі 150 осіб до 1000 осіб. 21 грудня 1936 року він разом із Гейдріхом розподілили свої зони впливу. Віднині СС та Гестапо повинні були контролювати внутрішнє життя Німеччини, а Абвер - зовнішнє.

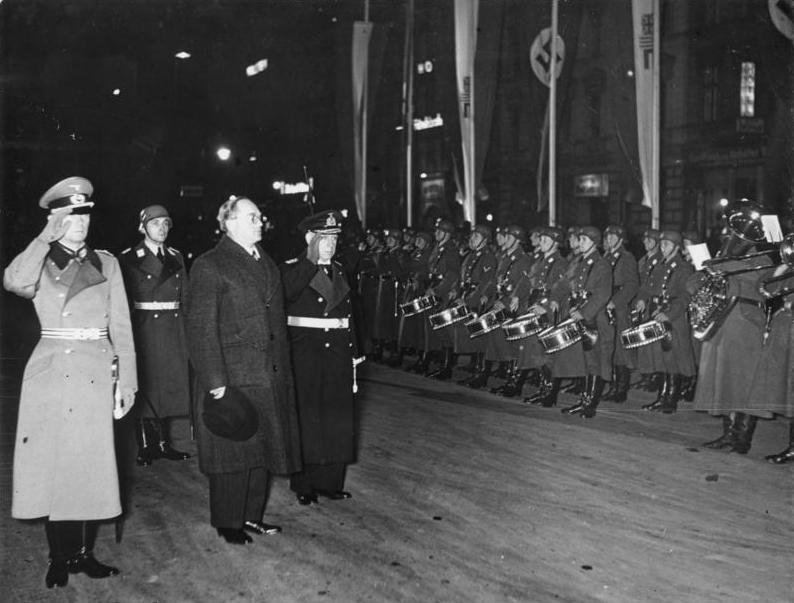
Канаріс під час зустрічі з міністром Освальдом Піроу, листопад 1938 року

Протягом Громадянської війни в Іспанії Німеччина офіційно дотримувалася нейтралітету та зобов'язувалася не постачати зброю воюючим сторонам. Однак насправді режим Гітлера надав Франко не лише політичну підтримку, але й надіслав йому на допомогу авіаційне з'єднання Кондор та почав постачання зброї іспанським націоналістам. Канаріс же використовував свої зв'язки для того, щоб вести переговори з англійськими компаніями з виробництва зброї для сприяння розв'язанню цього питання.
Після окупації Австрії Канаріс усе частіше з'являвся у компанії Ганса Остера, під впливом якого почали формуватися його антивоєнні погляди. Канаріс став одним із перших, хто прибув до Відня для вилучення австрійського архіву. Крім того, він залучив велику кількість талановитих австрійських офіцерів до Абверу, що сприяло посиленню даної організації. Однак Канаріс не підтримував дії Гітлера стосовно Чехословаччини. Разом із Людвігом Беком та Ервіном фон Віцлебеном він увійшов до конспіративної групи, яка готова була боротися з режимом у випадку початку війни. Разом із Евальдом фон Кляйстом Канаріс розробив план, який передбачав арешт фюрера у випадку початку ним агресії. Проте Мюнхенська угода, яка знаменувала дипломатичну перемогу Гітлера, спричинила розчарування у самого контрадмірала, який відтепер знову намагався відновити контакт із Гітлером. Угруповування Остера знову побачило у Канарісі вірного підданого режиму.
У січні 1939 року Канаріс надіслав до Британії інформації про те, що невдовзі Гітлер розпочне вторгнення до Нідерландів. Ця інформація не відповідала дійсності, проте британський уряд змінив свій підхід до власної зовнішньої політики та пообіцяв допомогу Франції у випадку початку війни.

### Друга світова війна
У вересні 1939 року Канаріс відвідав фронт та був нажаханий побаченим. Він на власні очі бачив руїни Варшави та випадки масових розстрілів євреїв солдатами СС. Крім того, він постійно отримував звіти своїх агентів про масштаби воєнних злочинів проти мирного населення. 12 вересня 1939 року Канаріс відвідав штаб фюрера, який тоді перебував у Сілезії, зустрівся з генерал-фельдмаршалом Кейтелем та висловив останньому свій протест щодо звірств, учинених на території Польщі. Проте начальник ОКВ попередив Канаріса, щоб він надалі не висловлював подібних заперечень проти дій СС, адже всі вони схвалені особисто Гітлером. 
У січні 1940 року він отримав звання адмірала. 

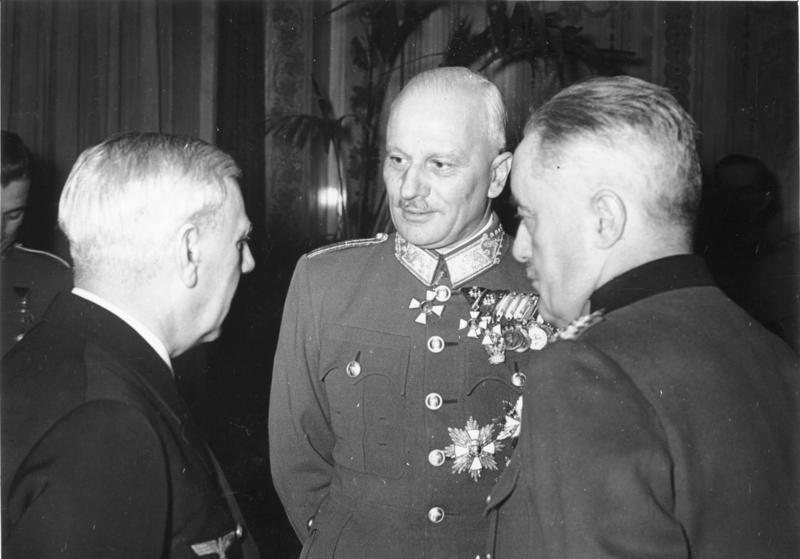
Канаріс (ліворуч) на зустрічі з Кароєм Бартою та Едмундом Гляйзе фон Горстенау, січень 1941 року

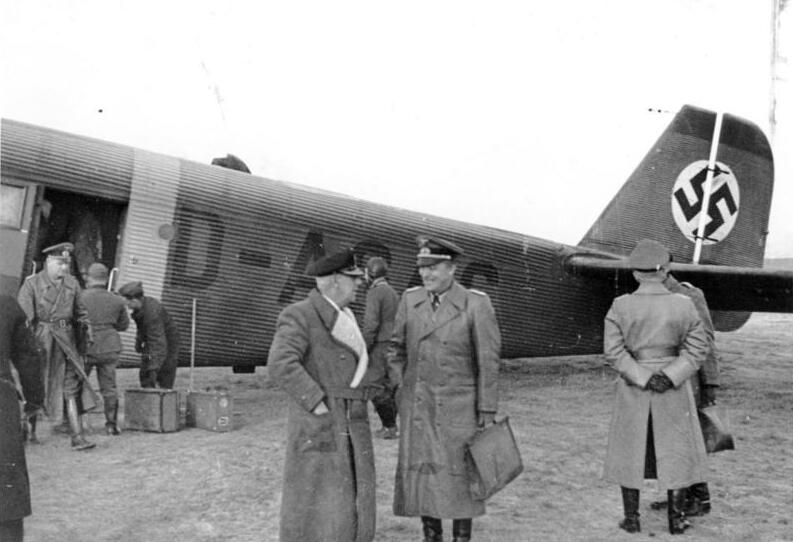
Канаріс на Східному фронті, жовтень 1941 року

Канаріс продовжував співпрацювати з СД для того, щоб і надалі виглядати вірним підданим режиму. Проте він набагато активніше почав діяти з метою протидії нацистам. Восени 1940 року він спробував сформувати групу своїх однодумців-противників Гітлера, проте це не мало успіху. У вересні 1941 року він дізнався про жорстоке поводження з радянськими військовополоненими та знову намагався висловити свій протест, проте вкотре отримав різку відповідь від Кейтеля. Усі ці факти уважно фіксував Гейдріх, а Гестапо віднині активно наглядало за адміралом, збираючи про нього інформацію, адже вважало його ненадійним.
У червні 1942 року Канаріс відправив до США вісьмох своїх агентів у рамках операції «Пасторіус». Проте вже за два тижні їх усіх заарештували, адже двоє з агентів перейшли на сторону США та здали всю агентурну мережу ФБР. Після арешту їх приговорили до довічного ув'язнення. Решту шістьох агентів було приговорено до смертної кари. Після цієї невдачі Канаріс більше не намагався організовувати подібні операції на території США, боячись повторити свою попередню невдачу.
Після 1942 року Канаріс часто бував в Іспанії, де зустрічався з представниками розвідки союзників та цікавився умовами миру для Німеччини у випадку смерті Гітлера.
Під час свого перебування в Празі Гейдріх вимагав від Канаріса поставити Абвер під контроль СД та СС, що спричинило пряму конфронтацію між цими організаціями. Після цього адмірал почав ще більше взаємодіяти з британською розвідкою.
Канаріс також відіграв важливу роль у порятунку сотень євреїв із концтаборів. Він видавав їм посвідчення агентів Абверу та відправляв до країн, де вони могли знайти притулок. Більшою мірою, такою країною-прихистком слугувала Іспанія, яка, попри дружнє ставлення до Німеччини, не проводила геноциду євреїв та стримано ставилася до них.
У лютому 1944 року Гітлер за наполяганням Гіммлера звільнив Канаріса з посади начальника Абверу. Повноваження Аберу були передані СД, наступником Канаріса фактично став Вальтер Шелленберг. Невдовзі адмірала взяли під домашній арешт, проте за декілька тижнів звільнили. Він мав очолити штаб із протидії економічній блокаді Німеччини. Проте вже 23 липня 1944 року Канаріса заарештували після невдалої змови 20 липня проти Гітлера. Прямих доказів участі Канаріса не було виявлено, проте один з допитаних, Георг Гансен, назвав його «духовним призвідником» змови, а ще Канаріс мав тісні стосунки з багатьма змовниками.  
Розслідування тривало до квітня 1945 року. Тоді ж було виявлено щоденник Канаріса, який вказував на участь адмірала у змові. Невдовзі було видано наказ на страту усіх в'язнів, які залишилися після арештів за участь у замаху на Гітлера. 9 квітня 1945 року Канаріса повісили голим на м'ясному гаку в Флоссенбюрзі. 

## Нагороди
- Орден Визволителя 5-го класу (Венесуела) (13 травня 1909)
- Орден Корони 4-го класу (Пруссія)

### Перша світова війна
- Залізний хрест 2-го і 1-го класу
- Хрест «За військові заслуги» (Австро-Угорщина) 3-го класу з військовою відзнакою
- Військова медаль (Османська імперія)
- Нагрудний знак підводника (1918)

### Міжвоєнний період
- Хрест Левенфельда
- Почесний хрест ветерана війни з мечами
- Пам'ятна військова медаль (Австрія) з мечами
- Пам'ятна військова медаль (Угорщина) з мечами
- Орден Білої троянди (Фінляндія), командорський хрест 1-го класу (1936)
- Медаль «За вислугу років у Вермахті» 4-го, 3-го, 2-го і 1-го класу (25 років; 2 жовтня 1936) — отримав 4 медалі одночасно.
- Медаль «У пам'ять 13 березня 1938 року»
- Медаль «У пам'ять 1 жовтня 1938»
- Іспанський хрест в золоті з мечами (6 червня 1939)

### Друга світова війна
- Хрест Воєнних заслуг 2-го і 1-го класу з мечами
- Застібка до Залізного хреста 2-го і 1-го класу
- Орден Хреста Свободи (Фінляндія)
  - 1-го класу з зіркою і мечами (16 вересня 1941)
  - 1-го класу з зіркою, дубовим листям і мечами (19 вересня 1941)
- Німецький хрест в сріблі (11 листопада 1943)